# Colombodiaptomus brandorffi
Colombodiaptomus brandorffi is een eenoogkreeftjessoort uit de familie van de Diaptomidae. De wetenschappelijke naam van de soort is voor het eerst geldig gepubliceerd in 1989 door Gaviria.